# Dặm khối dầu
Dặm khối dầu (CMO) là một đơn vị đo năng lượng. Nó được tạo ra bởi Hew Crane của SRI International để hỗ trợ sự hiểu biết của công chúng về lượng tiêu thụ năng lượng và tài nguyên trên quy mô toàn cầu.
Các nguồn năng lượng đáng kể bao gồm dầu, than, khí tự nhiên, hạt nhân, thủy điện và sinh khối (chủ yếu là gỗ đốt). Các nguồn năng lượng khác bao gồm địa nhiệt, gió, quang điện và nhiệt mặt trời. Các đơn vị năng lượng khác nhau thường được sử dụng để đo lường các nguồn này (ví dụ, joule, BTU, kilowatt giờ, therm) chỉ hơi quen thuộc với công chúng nói chung, và các mối quan hệ của các đơn vị có thể gây nhầm lẫn. Các đơn vị năng lượng phổ biến này dùng cho các hoạt động hàng ngày (một joule là năng lượng cần thiết để nâng một quả táo nhỏ một mét theo chiều dọc). Đối với quy mô khu vực, quốc gia và toàn cầu, các đơn vị năng lượng lớn hơn, chẳng hạn như exajoule, hàng tỷ thùng dầu tương đương (BBOE) và quad được sử dụng. Bằng cách nhân các đơn vị chung nhỏ với bội số của 10, các đơn vị lớn hơn này gây thêm khó khăn về khái niệm cho nhiều người dân.
Crane đã đề ra một dặm khối dầu để cung cấp một thang đo có thể nhìn thấy được so sánh sự đóng góp của các thành phần năng lượng đa dạng này theo một tỷ lệ phần trăm của tổng lượng sử dụng năng lượng trên toàn thế giới.
Nền kinh tế toàn cầu tiêu thụ khoảng 30 tỷ thùng dầu (1,26 nghìn tỷ gallon Mỹ hoặc 4,75 nghìn tỷ lít) mỗi năm. Hầu hết mọi người đều khó có thể có được con số này. Thể tích chiếm một nghìn tỷ gallon của Mỹ là khoảng một dặm khối. Crane cảm thấy rằng một dặm khối sẽ là một khái niệm dễ dàng hơn cho công chúng hơn là một nghìn tỷ gallon.